# 留守遠江守
留守 遠江守（るす とおとうみのかみ）は、戦国時代から安土桃山時代にかけての武将。出羽留守氏第5代当主。出羽国新田目城最後の城主となった。

## 生涯
留守遠江守は留守家4代当主留守遠江守と丸岡民部大輔妹の子として生まれ、父同様留守遠江守を称した。
天正13年（1585年）に先代留守遠江守同様最上家に仕えたが、天正14年（1586年）大宝寺義興と東禅寺前森蔵人の争いでは義興側に付いた為前森の武将平藤仙右衛門により新田目板橋にて一門衆の今井兵庫が討ち取られた。
天正16年（1588年）、大宝寺義勝を擁する本庄繁長が庄内に侵攻（十五里ヶ原の戦い）すると留守遠江守は尾浦城に籠城するが落城。庄内を上杉勢が支配すると甘粕備後守景継の配下となった。その後上杉景勝に従い小田原征伐、九戸政実の乱、文禄の役を来次氏と共に従軍した。慶長出羽合戦の際は東禅寺城の城代で上杉家武将志駄義秀の配下となり奮戦し、留守遠江守は来次氏ら川北勢と共に六十里越より最上領に侵入、寒河江の白岩を落とすなど功を上げるが東禅寺城に籠城となり落城。庄内が最上領となったため浪人となり元和5年（1619）9月20日同地にて死去した。